# تاپانین‌واینیو
تاپانین‌ْوایْنیو یک محله شمالی در هلسینکی ، فنلاند است.